# Люйка
Люйка — река в России, протекает по Волжскому району Республики Марий Эл. Устье реки находится в 16 км от устья Петьялки по левому берегу. Длина реки составляет 12 км, площадь водосборного бассейна — 36,8 км². Река относится к пересыхающим.
Всё русло реки обозначено на карте как сухое. Устье ниже деревни Большая Сосновка.

## Данные водного реестра
По данным государственного водного реестра России относится к Верхневолжскому бассейновому округу, водохозяйственный участок реки — Волга от Чебоксарского гидроузла до города Казань, без рек Свияга и Цивиль, речной подбассейн реки — Волга от впадения Оки до Куйбышевского водохранилища (без бассейна Суры). Речной бассейн реки — (Верхняя) Волга до Куйбышевского водохранилища (без бассейна Оки).
Код объекта в государственном водном реестре — 08010400712112100001869.